# قائمة مناطق أرمينيا القديمة

## أ
```
*ارمينيا العليا 
```

- اوراتو
- ارزانين
- اليفت
- آراغاسوتن
- اراليان
- أشوتسك
- ارساروني
- ارمينيا
- إيرارات
- ارزينجان

## ب
- باغريفز
- باليوني
- بازينيونك
- باقردا

## ت
تسوبك ساهونتس

## د
- ديار بكر
- ديجيدجراكاتيسي
- دجهان
- دارانالي
- دريونق

## ر
- رامسونيان
- ريبوسيان

## س
سهروني

## غ
- غابيليان
- غاردمان
- غارينانيك
- غوغارك
- غابيلين

## ك
- كامساركان
- كاربيليان
- كارين
- كوردوق

## م
```
مقاطعة مارتوني 
```

مالكاز
مارامازيان

## ه
هانزيت